# Бекешов, Мадияр Серикбайулы
Мадияр Серикбайулы Бекешов (каз. Мәдияр Серікбайұлы Бекешов; род. 10 сентября 2004, Актау) — казахстанский футболист, полузащитник клуба «Каспий».

## Карьера
Воспитанник мангистауского футбола. Футбольную карьеру начинал в 2020 году в составе клуба «Каспий М» во второй лиге. 4 июля 2022 года в матче против клуба «Ордабасы» дебютировал в казахстанской Премьер-лиге (1:4), выйдя на замену на 86-й минуте вместо Алишера Сулея. 17 июля 2022 года в матче против клуба «Акжайык» дебютировал в кубке Казахстана (1:3), выйдя на замену на 76-й минуте вместо Максата Тайкенова.

## Статистика
| Игровая карьера | Игровая карьера | Игровая карьера | Лига | Лига | Кубок | Кубок | Межд. | Межд. | Др. | Др. |
| --------------- | --------------- | --------------- | ---- | ---- | ----- | ----- | ----- | ----- | --- | --- |
| 2020            | Каспий М        | В               | 1    | 0    | —     | —     | —     | —     | —   | —   |
| 2021            | Каспий М        | В               | 17   | 1    | —     | —     | —     | —     | —   | —   |
| 2022            | Каспий          | А               | 2    | 0    | 1     | 0     | —     | —     | —   | —   |
| 2022            | Каспий М        | В               | 12   | 4    | —     | —     | —     | —     | —   | —   |
| 2023            | Каспий          | А               | 5    | 0    | 2     | 0     | —     | —     | —   | —   |
| 2023            | Каспий М        | В               | 3    | 0    | —     | —     | —     | —     | —   | —   |